# Мехмет Алі Агджа
Мехмет Алі Агджа (тур. Mehmet Ali Ağca, нар. 9 січня 1958, Гекімган) — турецький екстреміст і терорист, член турецької ультра-націоналістичної терористичної організації «Сірі вовки», який вчинив замах на Папу Римського Івана Павла II 13 травня 1981 року.

## Замах у Римі
Замах на Івана Павла II скоєно 13 травня 1981 року, коли Агджі було 23 роки. Він зробив чотири постріли в понтифіка під час щоденного виходу папи до народу в Римі. Кулі потрапили понтифіку в груди й руку, але він вижив. У липні 1981 року суд Риму засудив Агджу до довічного ув'язнення.

## Розслідування
Як повідомлялося, у 2006 році комісія італійського парламенту, яка займалася розслідуванням обставин нападу на понтифіка, дійшла до висновку, що замах у 1981 році замовив уряд СРСР. Замах був організований ГРУ СРСР при участі служби державної безпеки тодішньої комуністичної Болгарії. На місці операцією керував болгарський військовий аташе Зіло Василев (Zilo Vassilev).
Іван Павло II ще в травні 1981 року повідомив про те, що прощає Агджу. Під час ув'язнення Агджа попросив аудієнцію у Папи і у 1983 році Понтифік зустрівся з терористом в римській в'язниці і довго розмовляв з ним віч-на-віч. Як відомо, Іван Павло II помер у 2005 році.
У 2000 році президент Італії Карло Адзеліо Чампі помилував злочинця, який був перевезений до Туреччини, де він знову потрапив за ґрати, тому що раніше був засуджений до довічного ув'язнення за вбивство журналіста Абді Іпекчі в 1979 році. Остаточно Агджа вийшов на волю 18 січня 2010 року.

## Після звільнення
Після звільнення 52-річний Агджа зустрівся з тодішнім понтифіком Бенедиктом XVI. Він також повідомив про намір написати разом з американським письменником Деном Брауном спільну книгу «Код Ватикану», а потім на її основі зняти повнометражний фільм.
Раніше Агджі запропонували 2 мільйони доларів за ексклюзивне інтерв'ю для документального фільму, а також 5 мільйонів доларів за написання двох книг, одна з яких — його автобіографія. Про те, хто виступає замовником, нічого не повідомляється.
Агджа також повідомив, що написав Брауну про книгу «Код Ватикану», яку турок має намір написати після виходу на екрани документального фільму про нього. У листі щодо змісту книги він, зокрема, повідомляє: «Мій план — розповісти про кінець світу і написати ідеальне Євангеліє. „Я опишу Ідеальне Християнство“, якого Ватикан ніколи не розумів».
При цьому, чи будуть в даній книзі будь-які дані про замах на Папу Римського, Агджа не повідомив.
- 27 грудня 2014 року, 33 роки після свого замаху на Папу, Мехмет Алі Агджа побував у Соборі святого Петра у Ватикані і поклав квіти на могилу Папи Римського Івана Павла II[4].